# Erotika u znanstvenoj fantastici
Primjese erotike i snošaja primjećuju se već u prvim djelima znanstvene fantastike.

## Počeci
Seksualne arhetipove pronalazimo i kod Wellsa u Vremenskom stroju, u odnosima Eloa i Morlocka, zatim u djelima Ridera Haggarda, osobito u romanu Ona. Tek sredinom 20. stoljeća erotika počinje značajnije prodirati u ZF djela, a njome su svoja djela pisci Sturgeon, Farmer, Ellison posebno upotpunili. Erotika u ZF-u može se promatrati kroz nekoliko karakerističnih odnosa, među ljudima, u odnosima vanzemaljaca i ljudi i između vanzemaljskih kreatura. To može dalje biti heteroseksualan ili homoseksualan odnos u koji se mogu uključiti i elementi sadizma, fetišizma, incesta. Izrazitije korištenje erotskih motiva javlja se najprije kod antiutopista. Jevgenij Zamjatin u romanu Mi (1920. g.) vrlo snažno primjenjuje seks kao metodu jasnog prikazivanja totalitarizacije društva koje opisuje (spolni odnosi su strogo kontrolirani). Aldous Huxley u djelu Vrli novi svijet (1932. g.) opisuje svijet promiskuiteta, a George Orwell u svojoj 1984. (1949. g.) prikazuje strogu kontrolu rađanja kontrolom seksa. Pedesetih godina Philip José Farmer svoju novelu Ljubavnici (1952. g.) ispunio je erotikom, gdje protagonist na udaljenom planetu ostvaruje uzbudljivu ljubavnu vezu s humanoidnom vanzemaljkom, kao i djela iz 1960. g.  Strange Relations  i Flesh. Theodore Sturgeon uvodi homoseksualnost u priču The World Well Lost (1953. g.), a u novelu If All Men Were Brothers, Would You Let One Marry Your Sister (1967. g.) incest. Prostituciju je toplo i humano prikazao Brian Aldiss u priči Lambeth Blossom (1966. g.), a društva kojima dominiraju žene i koja nose sasvim drukčiju erotsku notu opisivali su mnogi autori (J. Wyndham, E.Cooper, J. Russ, R. Merle). Mogućnost promjene spola i s time povezane zanimljive odnose pisac Michael Moorcock podario je svome junaku Jerryju Corneliusu, a biseksualnost nalazimo u djelima Sturgeona Venus plus X (1960. g.) i Lijeva ruka tame (1969. g.) Ursule Le Guin.

## New Wave
Naročitu slobodu donijeli su New Wave pisci. Godine 1967. Harlan Elisson objavio je erotikom prožetu ambicioznu antologiju Dangerous Visions, a njega su slijedili i izvrsni pisci poput Isaaca Asimova, Roberta A. Heinleina i Arthura C. Clarkea. Roman Anthonyja Burgessa Paklena naranča (1962. g.)  prepun je seksualnog nasilja, a čak se pojavio i izdavač Essex House koji se specijalizirao za izdavanje pornografskog ZF-a. Najbolji tvrdi ZF roman je po mišljenju mnogih Crash iz 1973. g. od J.G. Ballarda po kojem je redatelj David Cronenberg 1996. g. napravio istoimeni film. Zadnje granice su pale 1970-ih godina, kada se pojavljuju djela sa sodomističkim i drugim perveznim elementima. Na kraju su seks i erotika postali uobičajeni u ZF djelima, pružajući piscima mogućnosti koje drugi žanrovi ne mogu u opisivanju erotskih situacija (npr. odnosi s vanzemaljcima, u svemiru ili Ellisonov Catman o spolnim odnosima s računalom).  
Hrvatski pisci ZF-a elemente erotike koriste uglavnom samo sporadično (svijetla iznimka su priče Hrvoja Prčića), a među njima su Branko Belan i Predrag Raos.